# Capitoli di Saint Seiya - Next Dimension - Myth of Hades

Copertina del primo volume dell'edizione italiana

Questa è la lista dei capitoli della serie manga Saint Seiya - Next Dimension - Myth of Hades sequel e prequel ufficiale del manga di Saint Seiya originale di Masami Kurumada. La serializzazione sulla rivista Weekly Shōnen Champion di Akita Shoten è iniziata il 27 aprile 2006 e si è conclusa con il capitolo 118 il 4 luglio 2024. La pubblicazione in tankōbon è avvenuta dal 6 febbraio 2009 all'8 novembre 2024 per un totale di 16 volumi.
L'edizione italiana è stata pubblicata in volumi dal 14 luglio 2010 al 30 aprile 2025 da J-Pop, con due copertine diverse Normal o Black Edition.

## Lista volumi
| Nº | Titolo italiano Giapponese 「Kanji」 - Rōmaji | Data di prima pubblicazione             | Data di prima pubblicazione              |
| Nº | Titolo italiano Giapponese 「Kanji」 - Rōmaji | Giapponese                              | Italiano                                 |
| 1  | Saint Seiya - Next Dimension 1 「聖闘士星矢 NEXT DIMENSION: 冥王神話 1」 - Saint Seiya Next Dimension: Meioh Shinwa 1 | 6 febbraio 2009 ISBN 978-4-253-13271-8  | 14 luglio 2010 ISBN 978-88-6123-790-2    |
| 1  | Capitoli - 0. Prologo - 1. Dohko e Shion (童虎とシオン?, Dōko to Shion) - 2. Alone (アローン?, Arōn) - 3. Tenma (天馬?, Tenma) - 4. Amici (友?, Tomo) - 5. La spada del Re degli Inferi (冥王の剣?, Meiō no ken) - 6. Il risveglio del Re degli Inferi (冥王覚醒?, Meiō kakusei) - 7. Il castello di Hades (ハーデス城?, Hādesu shō) - 8. I Guerrieri degli Inferi (Specters) (冥闘士?, Supekutā) - 9. La barriera (結界?, Kekkai) - 10. Suikyo (水鏡?, Suikyō) - 11. Calore (ぬくもり?, Nukumori) - 12. L'acqua di Crateris (杯座の水?, Kuraterisu no mizu) |                                         |                                          |
| 1  | Trama Il prologo riprende la narrazione dalla fine del combattimento contro Hades, durante il quale il Re degli Inferi riconosce in Seiya di Pegasus la reincarnazione di colui che 240 anni prima era stato un suo vecchio amico. La storia poi si sposta proprio nel 1743, agli albori dell'ultima Guerra Sacra. Promossi al rango di nuovi Gold Saint, Shion di Aries e Dohko di Libra cercano il giovane Alone, nel cui corpo Hades vuole reincarnarsi, per ucciderlo. Tenma, Sacro Guerriero di Pegasus dell'epoca e amico del giovane, si interpone e ferma il loro attacco. Nella confusione, Alone viene portato da Pandora in un antico tempio, dove la donna risveglia l'anima del Dio donandogli la sua antica spada. Al Cosmo di Hades risorge il suo castello, circondato da una barriera che riduce la forza degli avversari. In quel momento Shion, Dohko e Tenma vengono attaccati da Vermeer di Griffon e Suikyo di Garuda. In quest'ultimo Tenma riconosce il Silver Saint di Crateris, suo antico maestro e amico di Shion e Dohko. A seguito dell'attacco, Suikyo si ritira e i tre Saint risanano le ferite grazie alle miracolose acque contenute nel Cloth di Crateris, lasciato tempo prima da Suikyo a Tenma. Ma la sacra veste ha un'altra incredibile proprietà: nelle sue acque, infatti, i tre scorgono con apprensione i loro misteriosi futuri. |                                         |                                          |
| 2  | Saint Seiya - Next Dimension 2 「聖闘士星矢 NEXT DIMENSION: 冥王神話 2」 - Saint Seiya -Next Dimension- Meiho Shinwa 2 | 8 marzo 2010 ISBN 978-4-253-13272-5     | 6 aprile 2011 ISBN 978-88-6123-970-8     |
| 2  | Capitoli - 13. Izo e Ox (以蔵とオックス?, Izō to Okkusu) - 14. Il bracciale di fiori (花の鎖?, Hana no kusari) - 15. Il Santuario della Luna (月の神殿?, Tsuki no shinden) - 16. Finché ci sarà l'amore... (愛あるかぎり?, Ai aru kagiri) - 17. La Scoumoune (ラスクムーン?, Rasukumūn) - 18. La Fenice (不死鳥?, Fushichō) - 19. La porta spaziotemporale (時空の扉?, Jikū no tobira) |                                         |                                          |
| 2  | Trama Tornati al Santuario, i tre vengono attaccati dai Sacri guerrieri d'oro Ox di Taurus e Izo di Capricorn, che li puniscono per aver deciso di recarsi all'avventura a sfidare Hades. I due si trovano poi a discutere preoccupati sul futuro della guerra e si domandano perché Athena non si sia ancora reincarnata. L'acqua di Crateris rivela loro che Athena si trova 240 anni più tardi ad accudire Seiya ridotto in stato vegetativo. Appresa la notizia, il Sacro guerriero d'oro di Virgo Shijima avverte il Cosmo della Dea avvicinarsi da un'altra epoca. Nel XX secolo infatti, Athena e Shun di Andromeda, recatisi ai piedi dell'Olimpo, incontrano prima la dea della luna, Artemis e poi il dio del tempo, Chronos, il quale concede loro di viaggiare indietro nel tempo per distruggere la spada di Hades, causa della maledizione che grava su Seiya. Attardatosi lungo il cammino, Shun è costretto a un duro confronto con La Scoumoune, Capitano delle "Guardiane Lunari"(le guerriere di Artemis), ma viene salvato dal fratello Ikki di Phoenix che sconfigge l'avversaria ed poi si allontana e lascia Shun a difendere da solo Athena. |                                         |                                          |
| 3  | Saint Seiya - Next Dimension 3 「聖闘士星矢 NEXT DIMENSION: 冥王神話 3」 - Saint Seiya -Next Dimension- Meiho Shinwa 3 | 8 dicembre 2010 ISBN 978-4-253-13273-2  | 29 febbraio 2012 ISBN 978-88-6634-188-8  |
| 3  | Capitoli - 20. L'avvento di Athena (アテナ たん?, Athena tan) - 21. La daga del Sommo Sacerdote (教皇の短剣?, Kyōkō no tanken) - 22. Al cospetto di Athena (女神のもとへ?, Athena no moto e) - 23. Il nemico è al Santuario (敵は聖域にあり?, Teki wa Sankuchuari ni ari) - 24. Crystal Wall (クリスタルウォール?, Kurisutaru Uōru) - 25. Lacrime di sangue (血涙?, Ketsurui) - 26. Il segnale di Athena (女神の道標?, Athena no dōhyō) |                                         |                                          |
| 3  | Trama Valicato il varco spazio-temporale, Athena e Shun raggiungono il Santuario del XVIII secolo, ma cadono in due parti distinte del luogo sacro. Ancor peggio, causa l'intervento di Chronos, Athena è ridotta ad una bambina e il Sacerdote, rivelatosi un traditore insieme al Gold Saint Cardinale di Pisces, cerca di ucciderla. Shijima di Virgo la salva e riesce a fuggire nonostante sia stato ferito gravemente da Cardinale. Nel frattempo, Shun è costretto a confrontarsi sia con Tenma che con Shion per convincerli di essere dalla parte di Athena. Solo le parole di Shijima, che con gli ultimi barlumi del suo Cosmo riesce a comunicare telepaticamente con Shion dalla Dodicesima Casa, convincono il Sacro Guerriero di Aries, ma in quel momento appare Suikyo con un gruppo di Specter. Quando il confronto con Shion arriva al culmine, dal futuro giunge anche Ikki di Phoenix, pronto ad affrontare qualsiasi avversario si opponga al suo cammino. |                                         |                                          |
| 4  | Saint Seiya - Next Dimension 4 「聖闘士星矢 NEXT DIMENSION: 冥王神話 4」 - Saint Seiya -Next Dimension- Meiho Shinwa 4 | 8 dicembre 2011 ISBN 978-4-253-13274-9  | 21 settembre 2012 ISBN 978-88-6634-336-3 |
| 4  | Capitoli - 27. Scontro mortale alla Casa dell'Ariete (白羊宮の死闘?, Hakuyōkyū no shitō) - 28. Suisho (水清?, Suishō) - 29. Lance di ghiaccio (氷槍?, Hisō) - 30. L'angelo caduto con una sola ala (片翼の天使?, Katayoku no tenshi) - 31. Il labirinto della Casa dei Gemelli (双兒宮之迷宮?, Jemini no meikyū) - 32. Presagi di uno scontro fatale (死闘への予感?, Shitō he no yokan) - 33. Scontro mortale alla Casa dei Gemelli (双兒宮の死闘?, Jemini no shitō) |                                         |                                          |
| 4  | Trama Ikki è subito a malpartito contro Suikyo alla Prima Casa, ma riesce comunque a lanciargli il Phoenix Genma-ken (Fantasma diabolico) che fa rivivere a Suikyo il ricordo di Suisho, il fratello morto. Lasciati indietro i due avversari, Suikyo si presenta da Ox alla Seconda Casa: il confronto tra i due è devastante, ma alla fine Suikyo uccide il rivale e si precipita alla Casa di Gemini. Nel presente Callisto(Comandante della Satelliti di Artemis), libera dalla prigione della Luna Touma, l'Angelo decaduto, e gli ordina di recarsi a uccidere Seiya. Il piano dell'Angelo è tuttavia ostacolato dall'intervento di Marin e Hyoga di Cygnus, accorsi a proteggere il Saint di Pegasus. Non potendo prendere la testa di Seiya, Touma si allontana rinviando il confronto. Nel passato, giunti alla Terza Casa per primi, Shun e Tenma soccombono alle illusioni e ai poteri dimensionali del Gold Saint di Gemini quando, nel momento più critico, fa la sua comparsa Suikyo. |                                         |                                          |
| 5  | Saint Seiya - Next Dimension 5 「聖闘士星矢 NEXT DIMENSION: 冥王神話 5」 - Saint Seiya -Next Dimension- Meiho Shinwa 5 | 6 aprile 2012 ISBN 978-4-253-13275-6    | 21 novembre 2013 ISBN 978-88-6634-679-1  |
| 5  | Capitoli - 34. Abel di Gemini (双子座のアベル?, Jemini no Aberu) - 35. Cain e Abel, luce e ombra (光と闇?, Hikari to yami) - 36. Death Toll, il fabbricante di bare (棺桶屋のデストール?, Kan'oke-ya no Desutōru) - 37. Omertà, la bara del silenzio (沈黙の棺?, Omeruta) - 38. L'offerta sacrificale del Maoken (魔皇拳の生贄?, Maō-ken no ikenie) - 39. Il tepore di quel giorno (あの日のぬくもり?, Ano hi no nukumori) - 40. Il cammino (歩み?, Ayumi) |                                         |                                          |
| 5  | Trama Mentre Shun e Tenma proseguono verso la Quarta Casa, alla Terza si consuma lo scontro tra il suo custode e Suikyo. Cain, il Sacro Guerriero di Gemini, possiede una controparte malvagia, il fratello Abel, che lancia a Suikyo il Genromaoken (Demone dell'oscurità) prima di lasciarlo passare: il micidiale colpo priverà Suikyo della sua volontà fino all'uccisione di un rivale. Nella casa successiva, Shun e Tenma si imbattono in Death Toll del Cancro, il fabbricante di bare. I due vengono intrappolati e spediti nell'Ade tramite "Omertà", la leggendaria bara del silenzio. Poco dopo anche Suikyo raggiunge la quarta casa: riconosciuti sul volto dello Specter i segni del colpo mentale di Abel e temendo per la sua vita, Death Toll pone Suikyo di fronte a Tenma e Shun, offrendoli così come vittime sacrificali per il suo tremendo colpo. Tuttavia il Phoenix Genma-ken lanciato precedentemente da Ikki riesce a rendere Suikyo parzialmente immune al colpo di Abel. Tenma ne approfitta per ingannare DeathToll aprendo Omertà di fronte a lui, che viene così risucchiato e intrappolato dal suo stesso manufatto. |                                         |                                          |
| 6  | Saint Seiya - Next Dimension 6 「聖闘士星矢 NEXT DIMENSION: 冥王神話 6」 - Saint Seiya -Next Dimension- Meiho Shinwa 6 | 7 dicembre 2012 ISBN 978-4-253-13276-3  | 19 novembre 2014 ISBN 978-88-6883-001-4  |
| 6  | Capitoli - 41. Per il giorno che verrà (いつかの日のために?, Itsuka no hi no tameni) - 42. Le Stelle del Recupero (起死回星?, Kishikaisei) - 43. Kaiser di Leo (獅子座のカイザー?, Reo no Kaizā) - 44. Il colpo di luce (光の拳?, Hikari no ken) - 45. Capriccio divino (神の悪戯?, Kami no itazura) - 46. Il Labirinto degli Dei (神々の迷宮?, Kamigami no Rabirinsu) - 47. La compassione di un guerriero (戦士の情け?, Senshi no nasake) |                                         |                                          |
| 6  | Trama Alla terza casa arriva Ikki che si trova subito in difficoltà contro Cain, mentre sulla scalinata che conduce alla quinta casa Tenma soffre un malore e chiede a Shun di proseguire senza di lui. Sconfitto il cavaliere della Fenice ma riconosciutolo come alleato, Cain lo guarisce dalla ferite colpendo i suoi punti vitali con una tecnica speciale, per poi lasciarlo passare. Due case oltre, Shun è ormai arrivato al palazzo del Leone, presieduto da Kaiser e il suo enorme leone Goldie, che rivela tra le sue fauci un Suikyo privo di sensi. Vedendo Goldie ammansito di fronte a Shun e Tenma, Kaiser dubita del tradimento dei due cavalieri. In quel momento appare Death Toll che, alla guida di un manipolo di specter, cerca di forzare il passo. Durante lo scontro Suikyo ne approfitta per fuggire, mentre Death Toll ritorna nella sua casa consigliando a Kaiser di non inseguire lo specter di Garuda. |                                         |                                          |
| 7  | Saint Seiya - Next Dimension 7 「聖闘士星矢 NEXT DIMENSION: 冥王神話 7」 - Saint Seiya -Next Dimension- Meiho Shinwa 7 | 8 agosto 2013 ISBN 978-4-253-13277-0    | 28 gennaio 2015 ISBN 978-88-6883-211-7   |
| 7  | Capitoli - 48. Un'ardente amicizia (炎の友情?, Honō no yūjō) - 49. Il Portale della Morte (死門?, Shimon) - 50. Una luce immensa (大いなる光?, Ōinaru hikari) - 51. Il dragone e il cigno (龍と白鳥?, Ryū to hakuchō) - 52. Drago e tigre, discepolo e maestro (龍虎師弟?, Ryūko shitei) - 53. L'erede (継ぐ者?, Tsugumono) - 54. La casa malefica (魔宮?, Makyū) |                                         |                                          |
| 7  | Trama XVIII secolo. Un giorno è quasi passato quando Suikyo varca la casa della Vergine. Qui giunge nel Giardino degli Alberi Gemelli dove scrive con il sangue un inquietante messaggio rivolto alla dea sui petali degli alberi di sala della casa. Intanto nel XX secolo Shiryu di Dragon e Hyoga di Cygnus, oltrepassano il portale del tempo del dio Cronos, che li conduce nel XVIII secolo. Shiryu precipita alla settima casa di Libra, dove si trova di fronte il suo vecchio maestro, il cavaliere d'oro di Libra, Dohko. Dopo un breve scontro con il suo maestro, egli gli permette di superare l'ottava casa. Intanto in cima al Santuario, Shijima è raggiunto ed attaccato più volte dal cavaliere d'oro Cardinale dei Pesci, a cui rivela il significato del messaggio di Suikyo: il cavaliere di Crateris ha visto nel futuro il risveglio del leggendario tredicesimo cavaliere d'oro. Infatti nel presente (XX secolo) Shaina e Marin scoprono al Santuario le rovine del tempio malefico del cavaliere maledetto. |                                         |                                          |
| 8  | Saint Seiya - Next Dimension 8 「聖闘士星矢 NEXT DIMENSION: 冥王神話 8」 - Saint Seiya -Next Dimension- Meiho Shinwa 8 | 6 dicembre 2013 ISBN 978-4-253-13278-7  | 30 settembre 2015 ISBN 978-88-6883-439-5 |
| 8  | Capitoli - 55. Il tredicesimo Sacro Guerriero d'Oro (十三番目の黄金聖闘士?, Jū-san-banme no Gōrudo Seinto) - 56. Amico mio (わが友?, Waga tomo) - 57. Tenbu Horin (天舞宝輪?, Tenbu Hōrin) - 58. A-hum (阿吽?, Aun) - 59. Avventatezza (蛮勇?, Banyū) - 60. Il cosmo di una divinità (神の小宇宙?, Kami no kosumo) - 61. Poesia per l'estremo saluto a un amico (友を送る詩?, Tomo o okuru uta) |                                         |                                          |
| 8  | Trama Ai tempi del mito, al Grande Tempio c'erano tredici case dello zodiaco e tra Scorpione e Sagittario vi era la casa dell'Ofiuco, protetta da un cavaliere d'oro dagli straordinari poteri curativi. Intanto, mentre alla VII casa si consuma lo scontro tra Dohko e Suikyo con la morte di quest'ultimo, alla VI l'anima di Shaka di Virgo accorre in difesa di Shun per convincere il cosmo di Shijima (che pervade tutta la casa anche in sua assenza) a lasciarlo passare; in cima al Santuario l'infante Saori diventa ragazzina, dimostrando di poter annullare il potere di Chronos. Atena rende innocuo Cardinale e guarisce le ferite di Shijima. |                                         |                                          |
| 9  | Saint Seiya - Next Dimension 9 「聖闘士星矢 NEXT DIMENSION: 冥王神話 9」 - Saint Seiya -Next Dimension- Meiho Shinwa 9 | 20 giugno 2014 ISBN 978-4-253-13279-4   | 2 dicembre 2015 ISBN 978-88-6883-378-7   |
| 9  | Capitoli - 62. Il vessillo della rivolta (叛旗?, Hanki) - 63. Lotta disperata nell'oltretomba (黄泉の死闘?, Yomi no Shitō) - 64. Shabadabadaa (娑婆陀芭陀亜?, Shabadabada'a) - 65. Corteo funebre (葬列?, Sōretsu) - 66. Crudeltà per Cancer (蟹座無残?, Kyansā muzan) - 67. La pesca esplosiva (桃爆?, Momobaku) - 68. Il messaggero (み使い?, Mitsukai) |                                         |                                          |
| 9  | Trama Con la morte di Suikyo, Pandora passa al contrattacco mandando un gruppo di Spectre al Santuario capitanati da Vermeer del Grifone. Presentatosi alla 4ª casa, il guerriero degli inferi si scontra col sopraggiunto Ikki e con DeathToll, venendo alla fine dello scontro scaraventato nella bocca di Ade. Ai piedi del Santuario, Shion viene circondato da un gruppo di serpenti. Uno di essi gli svela che il leggendario Cavaliere d'oro di Ofiuco sta per risorgere. Nel presente, Shaina di Ofiuco attacca inspiegabilmente Marin dell'Aquila, prima di svenire tra le sue braccia. |                                         |                                          |
| 10 | Saint Seiya - Next Dimension 10 「聖闘士星矢 NEXT DIMENSION: 冥王神話 10」 - Saint Seiya -Next Dimension- Meiho Shinwa 10 | 8 giugno 2016 ISBN 978-4-253-13280-0    | 23 novembre 2016 ISBN 978-88-6883-802-7  |
| 10 | Capitoli - Capitolo Speciale: Il giuramento della dea (SP.Episodeスペシャルエピソード女神の誓い?, Supesharu Episōdo Megami no chikai) - Capitolo Speciale: Una breccia spaziotemporale (SP.Episodeスペシャルエピソード時空の間?, Supesharu Episōdo Toki no Hazama) - 69. La prova di Leo (獅子座の証?, Reo no akashi) - 70. Il veleno di Samael (サマエルの毒?, Samaeru no doku) - 71. Mistoria (ミストリア?, Misutoria) - 72. Arie gelide a confronto (凍気対凍気?, Tōki Tai Tōki) - 73. Il successore di Aquarius (水瓶座を継ぐ者?, Akueriasu o Tsugu Mono) - 74. Scosse che annunciano l'estinzione (滅びへの予震?, Horobi e no Yoshin) |                                         |                                          |
| 10 | Trama L'identità del leggendario Ofiuco viene svelata: egli reca il nome di Odysseus, reincarnazione di Asclepio, dio della medicina. Defunto da tempo e maledetto per aver affrontato gli dei, il suo risveglio ormai imminente sembra aver effetto sul tempo, dal momento che il sole smette di muoversi in cielo. Gli scontri tuttavia continuano: Ikki fronteggia Kaiser di Leo, mentre Hyoga, precipitato nella casa dell'Aquarius, deve vedersela con Mistoria dell'Acquario; alla fine degli scontri i Cavalieri d'Oro si convincono a lasciar passare i due avversari. Poco più su Shijima e Atena superano il labirinto, ma la dea viene morsa dal veleno di uno dei serpenti di Ofiuco. Grazie al pentimento di un ravveduto Cardinale, i due possono continuare la discesa. All'11ª casa, Shijima interrompe lo scontro affidando Atena in coma a Hyoga, che si dirige con la giovane alla casa del Capricorno. In quel momento un terremoto scuote il Santuario: il tempo della resurrezione di Ofiuco è giunto. |                                         |                                          |
| 11 | Saint Seiya - Next Dimension 11 「聖闘士星矢 NEXT DIMENSION: 冥王神話 11」 - Saint Seiya -Next Dimension- Meiho Shinwa 11 | 7 settembre 2017 ISBN 978-4-253-13281-7 | 18 aprile 2018 ISBN 978-88-3275-332-5    |
| 11 | Capitoli - 75. Shiryu e il sogno di Han Tan (紫龍邯鄲の夢?, Shiryū kantan no yume) - 76. Écarlate della casa dello Scorpione (天蠍宮のエカルラート?, Tenkatsukyū no Ekarurāto) - 77. Golden blood (黄金血?, Gōruden Buraddo) - 78. Il prescelto dal drago (龍に選ばれし者?, Ryū ni erabareshi mono) - 79. La freccia della casa del Sagittario (人馬宮の矢?, Jinbakyū no ya) - 80. La leggenda dell'uomo-cavallo (人馬伝説?, Jinba densetsu) - 81. La freccia della dea (女神の矢?, Megami no ya) |                                         |                                          |
| 11 | Trama I terremoti che scuotono il Santuario provocano distorsioni spazio-temporali tra le varie case. Dopo essere caduto in una di queste, Shiryu entra nella casa dello Scorpione dove incontra Écarlate, il cui corpo invisibile scompare e riappare in seguito ad una puntura di scorpione ricevuta durante le fasi dell'addestramento. Écarlate, legato a Odysseus da un senso di gratitudine, attacca Shiryu, salvo poi lasciarlo passare colpito dalla sua determinazione. Hyoga è ormai giunto alla nona casa, dove incontra Gestalt del Sagittario, che ha il corpo di un centauro. Quando Gestalt scocca la "freccia della dea" verso i due, questa viene fermata a mezz'aria da Saori con gli ultimi barlumi di coscienza, convincendo il cavaliere di essere di fronte ad una divinità. Finalmente, tra la casa dello Scorpione e quella del Sagittario sorge dalle rovine il Tempio malefico di Ofiuco. |                                         |                                          |
| 12 | Saint Seiya - Next Dimension 12 「聖闘士星矢 NEXT DIMENSION: 冥王神話 12」 - Saint Seiya -Next Dimension- Meiho Shinwa 12 | 8 maggio 2018 ISBN 978-4-253-13282-4    | 29 maggio 2019 ISBN 978-88-3275-824-5    |
| 12 | Capitoli - 82. Hypnotherapia (ヒュプノテラピア?, Hyupunoterapia) - 83. Il momento della rinascita (復活の刻?, Fukkatsu no koku) - 84. La rinascita di Odysseus (オデッセウスの復活?, Odesseusu no fukkatsu) - 85. La legge del risveglio (覚醒の法?, Kakusei no hō) - 86. I dolore del passato (過去の痛み?, Kako no itami) - 87. Due animi, un corpo (ニ心ー体?, Nishin ittai) - 88. Sotto delle stelle maledette (悩める星座のもとに?, Nayameru seiza no moto ni) |                                         |                                          |
| 12 | Trama Al sorgere del Tempio di Ofiuco tutti coloro che orbitano nel santuario cadono in uno stato di sonno totale, tranne i bronze Saint giunti dal futuro. Hyoga si precipita alla casa dell'Ofiuco dove un enorme serpente rinchiude Atena in un involucro protettivo che congela il veleno. Quando il serpente scompare, si rivela l'armatura di Ofiuco che, giunta nel cimitero dei Saint, fa risvegliare il leggendario cavaliere. Odysseus comincia quindi la scalata delle 12 case, nel tentativo di trovare degli alleati per la sua missione di uccidere Atena. Tuttavia sia Shion che Ox (che nel frattempo Odysseus aveva riportato in vita dall'Ade) rifiutano di unirsi a lui e vengono fatti addormentare nuovamente. Giunto alla terza casa, Odysseus libera Cain della sua controparte Abel, rendendolo un uomo totalmente votato alla giustizia, e lo incita ad attaccarlo. L'esplosione galattica di Gemini scaglia lontano il cavaliere di Ofiuco e di lui non resta altro che un elmo vuoto che ruzzola al suolo. |                                         |                                          |
| 13 | Saint Seiya - Next Dimension 13 「聖闘士星矢 NEXT DIMENSION: 冥王神話 13」 - Saint Seiya -Next Dimension- Meiho Shinwa 13 | 8 giugno 2021 ISBN 978-4-253-13283-1    | 25 maggio 2022 ISBN 978-88-349-1017-7    |
| 13 | Capitoli - 89. Rinascita dalle tenebre (闇からの蘇生?, Yami kara no sosei) - 90. Una bella persona (美しき者?, Utsukushiki mono) - 91. Lion Heart (ライオンハート?, Raion hāto) - 92. Le bacche di corleone (コルレオーネの実?, Korureōne no mi) - 93. Il bastone di Asclepios (アスクレピオスの杖?, Asukurepiosu no jō) - 94. Inconcludenza (無為?, Mu'i) - 95. Dopo il sogno (夢のあと?, Yume no ato) |                                         |                                          |
| 13 | Trama Il potere di Odysseus gli permette di rigenerarsi e, avendo verificato la fedeltà di Cain ad Atena, rimuove la legge del risveglio facendolo riaddormentare. Anche i custodi delle due case successive, Deathtoll e Kaiser, rifiutano di seguirlo, e dopo un breve scontro, Odysseus li riaddormenta. Giunto alla Sesta Casa, Odysseus incontra Ikki di Phoenix, rimasto bloccato nello spazio anecoide del cavaliere di Virgo e gli salva la vita. Al cavaliere di bronzo, il Gold Saint rivela che il motivo per cui è resuscitato è per uccidere la Atena giunta dal futuro ed invita Ikki ad aiutarlo come riconoscenza per avergli salvato la vita. Affrontato e vinto il cavaliere di Shijima a distanza, Odysseus viene risucchiato insieme ad Ikki nella dimensione creata al di là delle porte del Buddha. |                                         |                                          |
| 14 | Saint Seiya - Next Dimension 14 「聖闘士星矢 NEXT DIMENSION: 冥王神話 14」 - Saint Seiya -Next Dimension- Meiho Shinwa 14 | 7 aprile 2023 ISBN 978-4-253-13283-1    | 31 luglio 2024 ISBN 978-88-349-2691-8    |
| 14 | Capitoli - 96. La daga di Chrysos (クリューソズの剣?, Kuryūsozu no ken) - 97. Il pozzo del Tartaro (タルタロスの井戸?, Tarutarosu no ido) - 98. Possessione (憑依?, Hyō'i) - 99. Sasha (サーシャ?, Sāsha) - 100. Sotto le stelle (星の下に?, Hoshi no shita ni) - 101. Colui a cui è stato affidato tutto (託された者?, Takusaretamono) - 102. La bella addormentata (眠り姫?, Nemurihime) |                                         |                                          |
| 14 | Trama Ikki precipita ai piedi della statua di Athena, dove un risvegliato Grande Sacerdote gli affida la daga con cui uccidere Saori prima di riaddormentarsi. Alla VII casa, Odysseus ritrova il corpo esanime di Suikyo e ne piange la morte. I fili del passato si riannodano e Odysseus ricorda gli incontri con lo spirito di Asclepio, che da tempo pianificava reincarnarsi in lui approfittando della distorsione spazio-tempo che Saori avrebbe creato per recarsi nel passato. Tale scoperta, confermata dall'armatura della Coppa e dalla lettura degli astri, aveva portato Odysseus alla conclusione che uccidere la Athena del futuro fosse l'unica soluzione per permettere all'Athena della loro epoca di rivelarsi. Suikyo si era offerto per la missione, traendo profitto dalle continue lusinghe dell'esercito di Ades che lo voleva nelle loro file per potersi infiltrare indisturbato. Si recò quindi a Firenze, dove avrebbe addestrato un giovane Tenma prima di accettare la surplice di Garuda. Intanto, sulle scale dell'VIII casa, Odysseus incontra Tenma: il confronto tra i due è impari e Ofiuco lo compatisce perché Tenma preferisce lottare per la salvezza dei suoi amici piuttosto che per quella di Athena. Quando scopre che uno di questi amici è una tale Sasha che tempo prima era caduta in un sonno profondo senza più risvegliarsi, capisce che Sasha è la loro Atena e che il suo stato di coma è dovuto alla venuta di Saori dal futuro. Odisseo incita allora il ritrovato cavaliere di Pegasus a recarsi dove si trova Sasha per proteggerla dai sicari di Hades che, venuti anch'essi a conoscenza della sua esistenza, si sono già mossi per trovarla ed ucciderla. |                                         |                                          |
| 15 | Saint Seiya - Next Dimension 15 「聖闘士星矢 NEXT DIMENSION: 冥王神話 15」 - Saint Seiya -Next Dimension- Meiho Shinwa 15 | 8 maggio 2024 ISBN 978-4-253-13285-5    | 8 gennaio 2025 ISBN 978-88-349-3100-4    |
| 15 | Capitoli - 103. Proteggi Athena! (アテナを守れ?, Atena o mamore) - 104. Verso il Saha (娑婆シャバへ?, Shaba e) - 105. Le ghirlande di fiori (花はなの絆きずな?, Hana no kizuna) - 106. La voce del cuore (心こころの声こえ?, Kokoro no koe) - 107. L'estinzione di Scorpion (蠍座スコーピオンの消滅しょうめつ?, Sukōpion no shōmetsu) - 108. Da oltre le fiamme (炎ほのおの彼方かなたから?, Honō no kanata kara) - 109. La lama in grado di uccidere gli dei (神殺かみごろしの刃やいば?, Kami-goroshi no yaiba) - 110. Raduno d'oro (黄金の集結?, Gōrudo no shūketsu) |                                         |                                          |
| 15 | Trama Tenma raggiunge Firenze e incontra lo spectre giulietta di papillon. Dopo un intenso scontro e grazie all’aiuto di deathtoll, tenma sconfigge papillon. Intanto Odysseus ha raggiunto dohko della bilancia. Questa carica di sconfiggere il nemico con la pienezza del dragone, ma qui interviene lo spirito del dio asclepio originale a fermare il cavaliere d’oro. Mentre tenma incontra di fronte a sé Chagall della Viverna, asclepio si scontra contro Écarlate dello scorpione. Questo evapora il sangue di Odysseus presente nel corpo di scorpio e facendo evaporare il cavaliere d’oro. Alla casa dell’ofiuco, i 4 cavalieri di bronzo si incontrano e soprattutto Ikki con la saga deicida. Persino le armature d’oro entrano in risonanza e si riuniscono in un unico luogo emettendo la luce del sole proteggendo Atena. |                                         |                                          |
| 16 | Saint Seiya - Next Dimension 16 「聖闘士星矢 NEXT DIMENSION: 冥王神話 16」 - Saint Seiya -Next Dimension- Meiho Shinwa 16 | 8 novembre 2024 ISBN 978-4-253-13286-2  | 30 aprile 2025 ISBN 978-88-349-3336-7    |
| 16 | Capitoli - 111. Scocca la freccia della dea! (放て! 女神の矢?, Hanate! Atena no ya) - 112. L'emblema che brucia (燃える紋章?, Moeru Enburemu) - 113. La muta (脱皮?, Dappi) - 114. La spada del Re degli Inferi (冥王の剣?, Meiō no ken) - 115. La morte di Athena (アテナの死?, Atena no shi) - 116. La via dei fiori (花の標?, Hana no shirube) - 117. Il dio del sole Apollon (太陽神アポロン?, Taiyōshin Aporon) - 118. Il vento che conduce al domani (最終回 未来への風?, Saishū kai ashita e no kaze) |                                         |                                          |
| 16 | Trama A Firenze, l’armatura d’oro del sagittario raggiunge tenma. Pegaso veste il gold cloth e scaglia la freccia della dea, che trafigge wyvern e colpisce Odysseus in Grecia. Il dio asclepio viene esiliato nelle profondità del tartaro, mentre Odysseus si risveglia con l’intenzione di uccidere Atena. Intanto alone trafigge il suo amico tenma con la spada divina, ma il gesto lo fa cadere in depressione. Intanto Saori si confida con i cavalieri e soprattutto si suicida alla casa dell’ofiuco. Sasha si risveglia, alone viene posseduto da Ade, tenma distrugge la spada grazie ai braccialetti di fiori e soprattutto i cavalieri d’oro si risvegliano pronti a combattere la Guerra Sacra. Intanto Apollo compare alle spalle di Seiya, che si risveglia mentre gli altri cavalieri di bronzo e Atena si ritrovano di fronte ad Artemis, che sta per punire la dea. Il dio del sole non mostra pietà e priva Saori della sua entità divina. Odysseus scompare e la casa dell’ofiuco viene seppellita. Del santuario non rimanangono altro che semplici rovine e i cavalieri non sembrano riconoscersi più. |                                         |                                          |